# Stanisław Łunin
Stanisław Olegowicz Łunin (ros. Станисла́в Оле́гович Лу́нин, ur. 2 maja 1993, zm. 2 czerwca 2021) – kazachski piłkarz grający na pozycji napastnika. Od 2014 był zawodnikiem klubu Kajrat Ałmaty.

## Kariera klubowa
Swoją karierę piłkarską Łunin rozpoczął w klubie Wostok Öskemen. W 2011 roku awansował do pierwszego zespołu. W Priemjer-Lidze zadebiutował 31 marca 2011 w przegranym 1:3 wyjazdowym meczu z Irtyszem Pawłodar. W Wostoku grał przez rok.
W 2012 roku Łunin przeszedł do Szachtiora Karaganda. Swój debiut w Szachtiorze zaliczył 10 marca 2012 w przegranym 0:1 wyjazdowym spotkaniu z Irtyszem Pawłodar. W sezonie 2012 wywalczył z Szachtiorem tytuł mistrza Kazachstanu. W 2013 roku zdobył Superpuchar Kazachstanu (zagrał w wygranym 3:2 meczu z FK Astana) oraz Puchar Kazachstanu (zagrał w wygranym 1:0 finale z FK Taraz). W zespole Szachtiora grał do połowy sezonu 2014.
W połowie 2014 roku Łunin przeszedł do Kajratu Ałmaty. Swój debiut w Kajracie zanotował 22 czerwca 2014 w wygranym 3:1 domowym meczu z Tobyłem Kostanaj. W listopadzie 2014 wystąpił w wygranym 4:1 finale krajowego pucharu z FK Aktöbe.
| Sezon | Klub                | Kraj       | Rozgrywki     | Mecze | Gole |
| ----- | ------------------- | ---------- | ------------- | ----- | ---- |
| 2011  | Wostok Öskemen      | Kazachstan | Priemjer-Liga | 17    | 3    |
| 2012  | Szachtior Karaganda | Kazachstan | Priemjer-Liga | 15    | 3    |
| 2013  | Szachtior Karaganda | Kazachstan | Priemjer-Liga | 13    | 0    |
| 2014  | Szachtior Karaganda | Kazachstan | Priemjer-Liga | 12    | 0    |
| 2014  | Kajrat Ałmaty       | Kazachstan | Priemjer-Liga | 15    | 0    |
| 2015  | Kajrat Ałmaty       | Kazachstan | Priemjer-Liga |       |      |

## Kariera reprezentacyjna
W reprezentacji Kazachstanu Łunin zadebiutował 7 czerwca 2014 roku w przegranym 0:3 towarzyskim meczu z Węgrami, rozegranym w Budapeszcie, gdy w 79. minucie zmienił Ułana Konysbajewa.